# Quantensprung
Als Quantensprung bezeichnet man in der Alltagssprache einen Fortschritt, der innerhalb kürzester Zeit eine Entwicklung einen sehr großen Schritt voranbringt. Entstanden ist der Begriff in der stürmischen Entwicklung der älteren Quantenphysik nach 1910. Damals sollte er aber einen Vorgang in einem einzelnen Atom bezeichnen, für sich genommen zu unscheinbar, als dass er einzeln zu beobachten gewesen wäre. Dieser Vorgang wird in der Physik heute vorwiegend als Übergang eines Quantenobjekts zwischen zwei Zuständen verschiedener Energie bezeichnet.

## Etymologie und Entwicklung der fachsprachlichen Wortbedeutung
Der Begriff „Quantensprung“ wurde in den 1910er Jahren geprägt. Der Wortbestandteil Quanten leitet sich von dem von Max Planck eingeführten Energiequant ab und geht auf das Wort quantum zurück, welches im Lateinischen: wie viel, wie groß bedeutet.
Hintergrund der Begriffsbildung in der Physik war das Bohrsche Atommodell, bei dem Atome ihre Energie nur in diskreten Schritten ändern. Diese Eigenschaft stand entgegen der Annahme, dass in der Natur alle Abläufe kontinuierlich seien. Die Zustände und damit die möglichen Energiewerte im Bohrschen Atommodell sind mit Quantenzahlen durchnummeriert. Der Übergang von einem Zustand zu einem anderen wurde als sprunghaft angenommen. Daraus ergab sich die Bezeichnung Quantensprung. Dieser sprunghafte Übergang zwischen sonst stationären Zuständen war ein zentraler Bestandteil des Bohrschen Atommodells.
In einigen frühen physikalischen Publikationen wurde diese Bezeichnung explizit mit Anführungszeichen geschrieben, und einige Physiker wie beispielsweise Erwin Schrödinger lehnten diesen visuellen Begriff als unzutreffend ab. Am Ende einer intensiven Diskussion auf einer Konferenz im September 1926 in Kopenhagen war aber laut Werner Heisenberg für alle Teilnehmer und auch Schrödinger klar, „daß eine Deutung der Wellenmechanik ohne Quantensprünge unmöglich“ sei. Schrödinger wird mit den Worten zitiert: „Wenn es doch bei dieser verdammten Quantenspringerei bleiben soll, dann bedauere ich, daß ich mich überhaupt mit diesem Gegenstand beschäftigt habe.“ Bereits wenige Jahre nach der Ersterwähnung wurde der abstraktere Begriff „Übergang“ eingeführt, der den „Quantensprung“ in der Fachsprache ersetzte.
Dem „Quantensprung“ folgten in der englischen physikalischen Literatur die analogen Begriffe quantum jump (im Jahr 1924) und quantum leap (im Jahr 1932), doch ebenso wie in der deutschen Fachliteratur wurden diese Begriffe allmählich durch das dem Wort Übergang entsprechende transition ersetzt.

## Alltagssprachliche Verwendung
Im (Werbe-)Sprachgebrauch in Wirtschaft und Politik bezeichnet ein Quantensprung einen (wirklich oder vorgeblich) ungewöhnlich großen Fortschritt in einem bestimmten Bereich.
Bei einem Quantensprung soll es sich meistens um einen qualitativen großen Fortschritt, bei dem etwas Neues, Anderes entsteht oder geschaffen wird, handeln. Beispielsweise der Fortschritt in der Medizin vom Stethoskop zum Ultraschall. Wenn etwas lediglich mehr oder größer wird, spricht man nicht von einem Quantensprung – es sei denn, es handelt sich um einen bisher undenkbaren oder unmöglichen Zuwachs, der darüber hinaus in anderen Bereichen zu qualitativen Veränderungen führt. Beispielsweise führte der Zuwachs amerikanischer und russischer Atomwaffen zu einer grundlegenden Veränderung der politischen Machtstruktur in der Welt.
Nach Aussage des Oxford English Dictionary trat die Verwendung von quantum leap in der Bedeutung „außerordentlich groß/bedeutend“ zum ersten Mal im Jahr 1956 auf. In einer Diskussion über das Machtgleichgewicht zwischen den USA und der Sowjetunion in einer nuklearen Nachkriegswelt schrieb ein Journalist:

“The enormous multiplication of power, the ‘quantum leap’ to a new order of magnitude of destruction.”

„Die enorme Vervielfachung der Macht, der Quantensprung in eine neue Größenordnung der Zerstörung.“

Eine frühere Fundstelle auf Deutsch, wo der Ausdruck auf die russische Revolution von 1917 bezogen wird, ist von 1947.
Im Marketing bezeichnet ein Quantensprung einen Übergang von einem Modell eines Produkts zu einem anderen, bei dem eine besonders große Verbesserung erreicht worden sein soll.
Manchmal wird die Verwendung von „Quantensprung“ in der Alltagssprache als eine „semantische Fehlleistung“ bezeichnet, da es sich ja im physikalischen Kontext um eine meist so kleine Änderung handelt, dass sie erst im 20. Jahrhundert entdeckt werden konnte.